# Fast Food Rockers
Die Fast Food Rockers waren eine britische Bubblegum-Pop-Gruppe, bestehend aus den Mitgliedern Martin Rycroft, Lucy Meggitt und Ria Scott. Sie erreichten mehrfach Chartplatzierungen in den britischen Singlecharts.

## Entwicklung
Mit dem Lied Fast Food Song erreichte die Band 2003 Platz 2 der britischen Singlecharts. Das Lied verwendet die Melodie des traditionellen marokkanischen Lieds A Ram Sam Sam und basiert textlich wie DJ Ötzis Burger Dance auf den vom niederländischen DJ Eric Dikeb 2001 veröffentlichten Song Pizzahaha, so dass der Text überwiegend auf Nennung verschiedener Fast-Food-Ketten beruht. Der Gruppe gelangen 2003 noch zwei weitere Charterfolge. Nachdem das Album eine Platzierung verfehlt hatte, entschloss sich das Management 2004 den Vertrag und die Gruppe aufzulösen.

## Diskografie

### Alben
- 2003: It’s Never Easy Being Cheesy

### Singles
| Jahr | Titel Album                                            | Höchstplatzierung, Gesamtwochen, AuszeichnungChartsChartplatzierungen (Jahr, Titel, Album, Platzierungen, Wochen, Auszeichnungen, Anmerkungen) | Anmerkungen                           |
| Jahr | Titel Album                                            | UK | Anmerkungen                           |
| ---- | ------------------------------------------------------ | --- | ------------------------------------- |
| 2003 | Fast Food Song It’s Never Easy Being Cheesy            | UK2 Silber · (14 Wo.)UK | Erstveröffentlichung: 16. Juni 2003   |
| 2003 | Say Cheese (Smile Please) It’s Never Easy Being Cheesy | UK10 (7 Wo.)UK | Erstveröffentlichung: 6. Oktober 2003 |
| 2003 | I Love Christmas                                       | UK25 (3 Wo.)UK | Erstveröffentlichung: Dezember 2003   |